# João Silva (photographe)
Pour les articles homonymes, voir João Silva et Silva.
 (juin 2017).
Si vous disposez d'ouvrages ou d'articles de référence ou si vous connaissez des sites web de qualité traitant du thème abordé ici, merci de compléter l'article en donnant les références utiles à sa vérifiabilité et en les liant à la section « Notes et références ».
João Paulo da Costa da Silva (9 août 1966, Lisbonne) est un photographe et photojournaliste de guerre de nationalité sud-africaine.

## Biographie

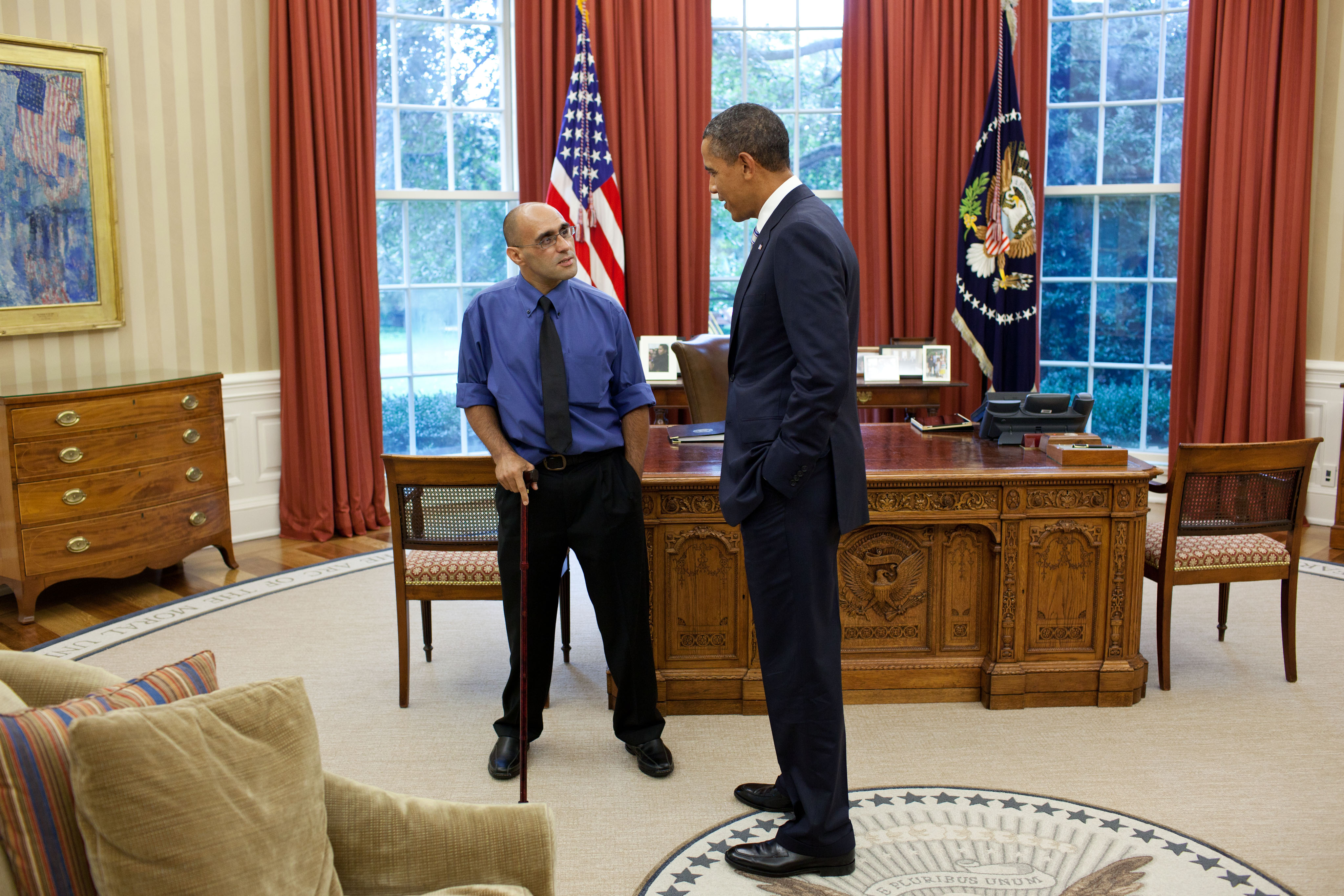
Silva et le président Obama.

Joao Silva travaille à Johannesbourg. Avec Kevin Carter, Ken Oosterbroek, et Greg Marinovich, il fit partie du groupe de photographes appelé le Bang-Bang Club, qui couvrit les événements en Afrique du Sud depuis la libération de Nelson Mandela aux élections de 1994.
Silva était au Soudan avec Kevin Carter lorsque celui-ci prit la photo mondialement célèbre d'un enfant épuisé au sol, guetté par un vautour.
Silva a travaillé en Afrique, dans les Balkans, en Asie centrale, Russie et au Proche-Orient.
Le 23 octobre 2010, alors qu'il accompagnait un groupe de soldats américains qui déminaient une zone près de la ville d'Arghandab dans le sud de l'Afghanistan, il saute sur une mine. Très grièvement blessé, ses deux jambes ont dû être amputées sous le genou.
À cette époque, JoaoSilva travaillait pour le New York Times. Depuis, il a dû abandonner son métier de grand reporter.

## Prix et récompenses
Silva a remporté de nombreux prix, dont un prix World Press Photo.

## Publications
- (en) Greg Marinovich et João Silva (préf. Desmond Tutu), The Bang-Bang Club : Snapshots from a Hidden War, New York, Basic Books, 20 septembre 2000, 254 p. (ISBN 0-465-04413-1 et 978-0-465-04413-9, LCCN 00060893)
- (en) In The Company Of God

## Source de la traduction
- (en) Cet article est partiellement ou en totalité issu de l’article de Wikipédia en anglais intitulé « João Silva (photographer) » (voir la liste des auteurs).